# Puerto de Whangarei
El puerto de Whangārei es un gran puerto situado en la costa este de la Isla Norte de Nueva Zelanda.
El puerto se extiende desde la ciudad de Whangārei y la desembocadura del río Hātea, hacia el sureste, alrededor de la península de Onerahi y hasta el océano Pacífico en Whangārei Heads.
Su nombre en lengua maorí (dado por la iwi (tribu) Ngāti Wai) es Whangārei-te-rerenga-parāoa, que significa "el lugar donde se reúnen las ballenas". Otro nombre tradicional para esta zona es Whangarei-o-te-tohorā: "esperar el esternón de las ballenas". 

## Historia

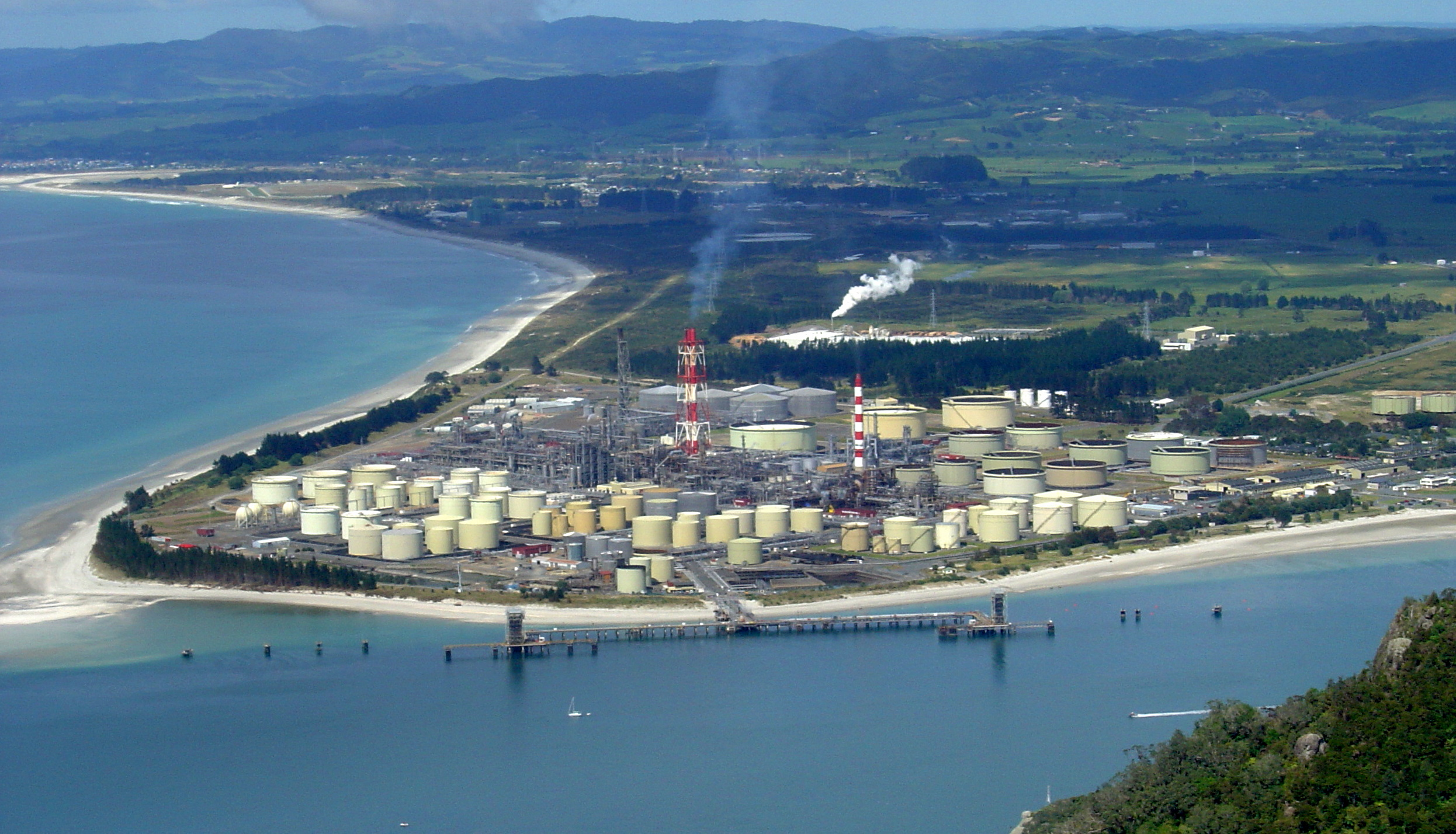
La refinería de petróleo de Marsden Point a la entrada del puerto de Whangārei

Muchos de los primeros colonos y maoríes utilizaban el puerto como medio de transporte, lo que desempeñó un papel importante en el establecimiento de Whangārei y de muchas de las industrias de la zona. Entre ellas, la fábrica de cemento Portland, la refinería de petróleo de Marsden Point y la extracción de carbón de Kamo.

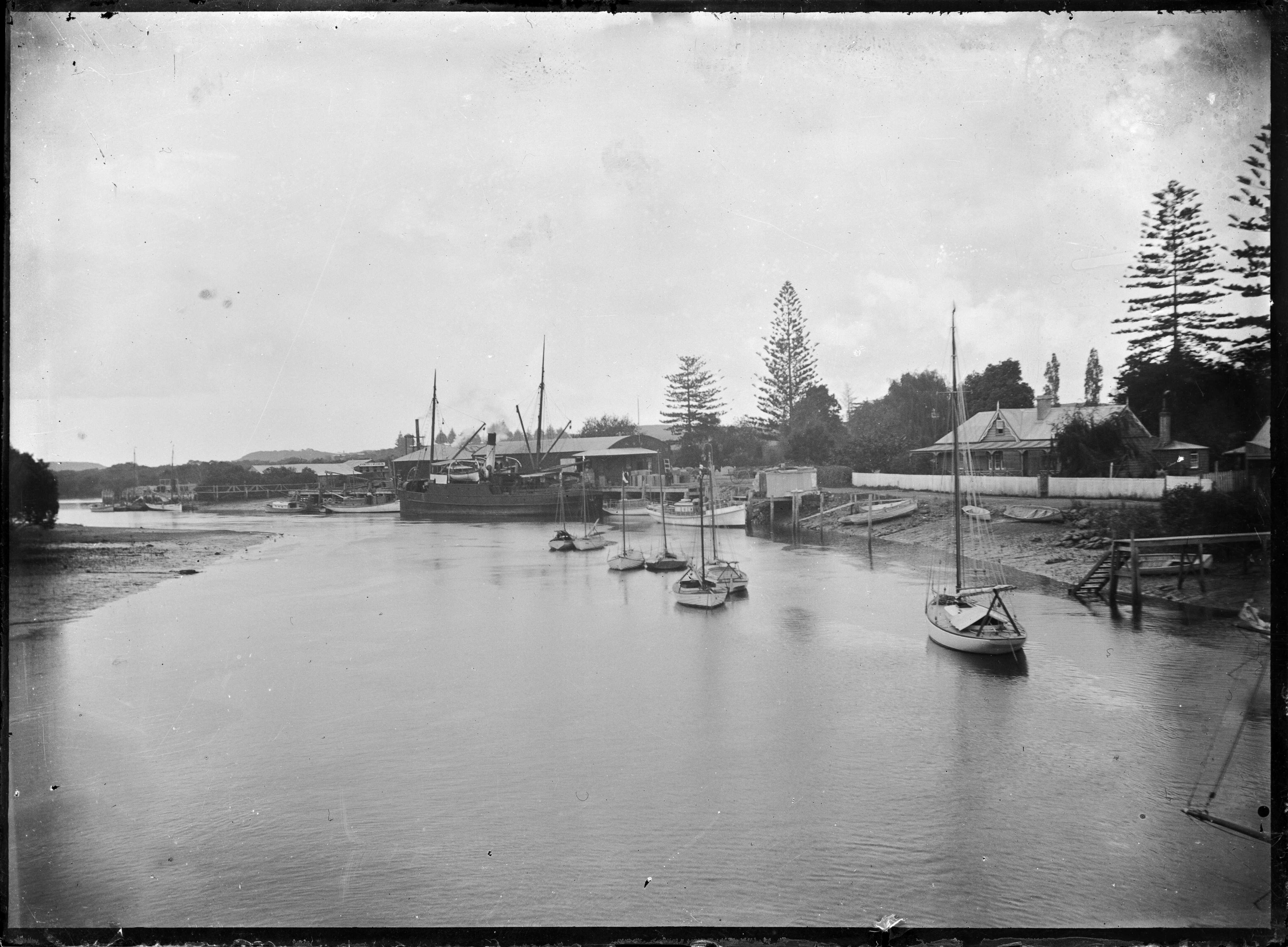
Muelle de la ciudad de Whangārei, 1911

Entre 1911 y 1933, el ramal de ferrocarril de Onerahi cruzó la parte superior del puerto para proporcionar acceso ferroviario a un nuevo muelle construido en Onerahi, ya que el muelle existente en la cuenca de la ciudad era inalcanzable para algunas embarcaciones. Esto promovió aún más el puerto como un elemento importante para el desarrollo de Whangārei.
En 2006 se abrieron dos reservas marinas en el puerto de Whangārei. La reserva marina del puerto de Whangarei está situada en una zona intermareal entre Onerahi y Waikaraka, y otra alrededor de la isla de Motukaroro, en Reotahi, Whangārei Heads. La reserva de la isla de Motukaroro es muy popular entre los aficionados al snorkel debido a la gran cantidad de vida marina que se observa en ella.

## Geografía
El puerto de Whangārei se extiende aproximadamente 23 km hacia el noroeste desde Whangārei Heads hasta su punto más lejano hacia el interior, en la cuenca de la ciudad en Whangārei central. En su punto más ancho tiene aproximadamente 6 km, entre la bahía de Parúa y Takahiwai, cerca de One Tree Point.

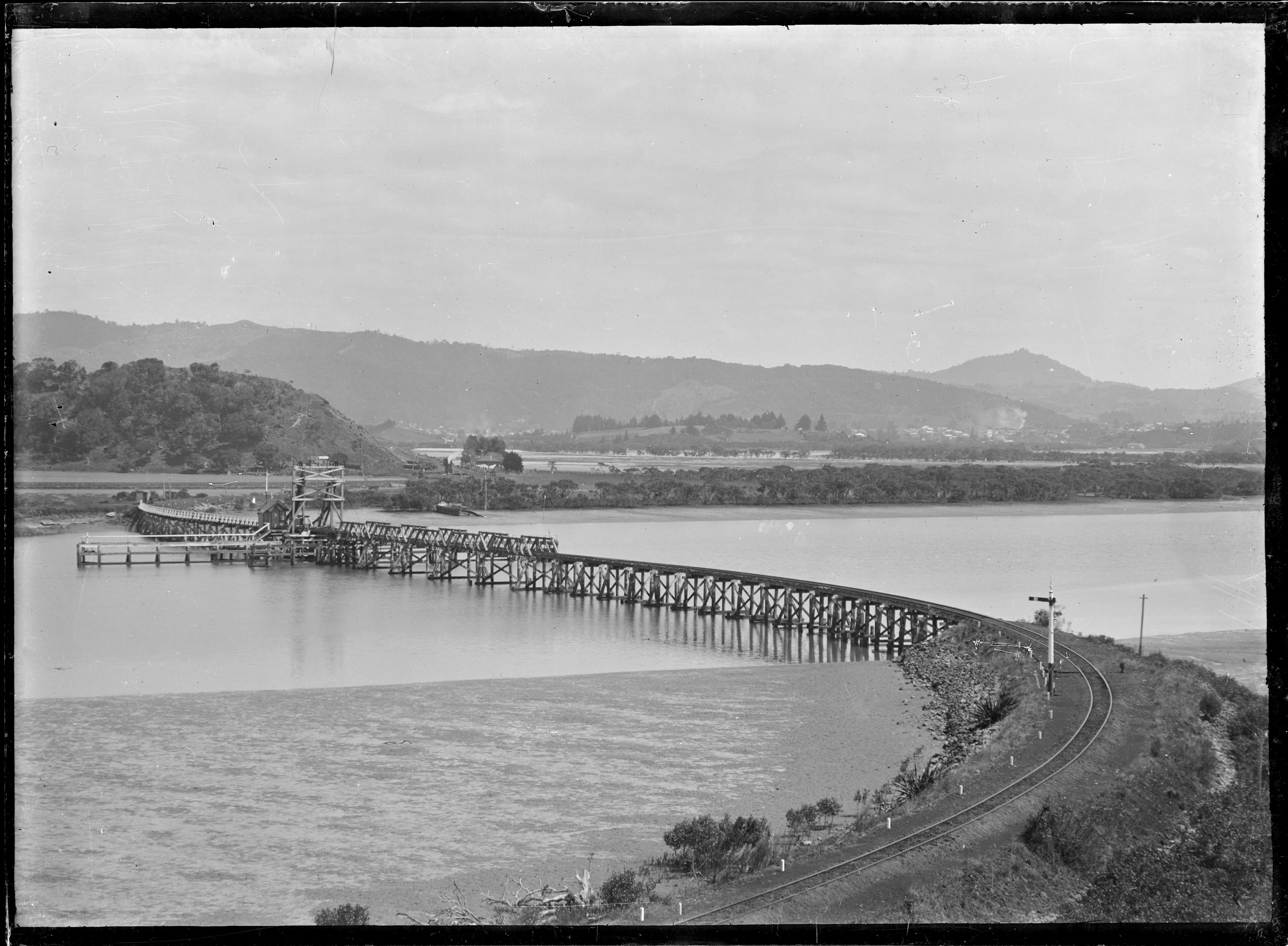
Puente ferroviario sobre el río Hatea en el puerto Whangārei en 1923

El puerto está sometido a fuertes mareas, con un rango de mareas de aproximadamente 2 m, siendo gran parte del puerto menos profundo que esto en las partes más amplias. Esto significa que, durante la marea baja, gran parte del puerto está formado por marismas y bancos de arena expuestos. Sin embargo, en la entrada del puerto, donde sólo tiene unos 800 m de ancho, y entre Onerahi y la isla de Matakohe, donde sólo tiene unos 500 m de ancho, tiene hasta 20 m de profundidad y las corrientes pueden ser fuertes.
Esto permitió que se construyera el puerto de aguas profundas de Northland en Marsden Point y que los antiguos puertos de Whangārei y Onerahi se situaran tan adentro del puerto. 
Los principales ríos que desembocan en el puerto son el río Hātea, el río Mangapai, el arroyo Limeburners, el arroyo Raumanga y el arroyo Otaika. Estos ríos arrastran muchos sedimentos de las tierras de cultivo circundantes, lo que crea la naturaleza fangosa del puerto, y esto requiere el dragado en algunas partes para la navegación.
Como indica el nombre del puerto, las ballenas francas australes (Tohora) y posiblemente otras especies costeras como las ballenas jorobadas y las ballenas de Bryde solían reunirse en el puerto históricamente, pero en la actualidad no es frecuente ver ballenas barbadas en el puerto debido al pequeño tamaño de su población y a la lenta recuperación causada por la caza comercial de ballenas por parte de europeos y maoríes (en el puerto se situaba una estación ballenera), y las operaciones ilegales de caza masiva de ballenas por parte de la Unión Soviética con el apoyo de Japón (se dice que si estas operaciones ilegales no hubieran tenido lugar, el número de ballenas en Nueva Zelanda habría sido de tres a cuatro veces mayor que el actual). El primer regreso documentado de las ballenas francas australes al puerto fue en 2002.
Los cetáceos más pequeños, como los delfines y las orcas, pueden observarse en el puerto con mayor frecuencia.